# هيرمان فان فيين
هيرمان فان فيين (بالهولندية: Herman van Veen)‏ هو مغني ولاعب سيرك ‏ وكاتب أغاني ومقدم تلفزيوني وكاتب ومذيع وملحن وفنان ملاهي ‏ وكاتبللأطفال ومؤلف ومخرج وممثل هولندي، ولد في 14 مارس 1945 في هولندا. بدأ مشواره المهني سنة 1965، ومن الجوائز التي نالها جائزة القيثارة الذهبية ‏ سنة 1976 وZilveren Harp ‏ سنة 1969.

## أعمال

### مسلسلات
- ألفرد كواك

## جوائز
- جائزة القيثارة الذهبية [الإنجليزية]‏ (1976)
- Zilveren Harp [الإنجليزية]‏ (1969)

## وصلات خارجية
- هيرمان فان فيين على موقع IMDb (الإنجليزية)
- هيرمان فان فيين على موقع مونزينجر (الألمانية)
- هيرمان فان فيين على موقع ألو سيني (الفرنسية)
- هيرمان فان فيين على موقع ميوزك برينز (الإنجليزية)
- هيرمان فان فيين على موقع أول موفي (الإنجليزية)
- هيرمان فان فيين على موقع قاعدة بيانات برودواي على الإنترنت (الإنجليزية)
- هيرمان فان فيين على موقع قاعدة بيانات الأفلام السويدية (السويدية)
- هيرمان فان فيين على موقع أول ميوزيك (الإنجليزية)
- هيرمان فان فيين على موقع ديسكوغز (الإنجليزية)
- هيرمان فان فيين على موقع قاعدة بيانات الفيلم (الإنجليزية)